# Lijst van voetbalinterlands Benin - Ethiopië
Deze lijst van voetbalinterlands is een overzicht van alle officiële voetbalwedstrijden tussen de nationale teams van Benin en Ethiopië. De landen speelden tot op heden vijf keer tegen elkaar. De eerste ontmoeting was een kwalificatiewedstrijd voor het Wereldkampioenschap voetbal 1994 op 20 december 1992 in Addis Abeba. Het laatste duel, een kwalificatiewedstrijd voor de Afrika Cup 2013, werd gespeeld in Cotonou op 17 juni 2012.

## Wedstrijden
| № | Plaats      | Datum            | Competitie                   | Wedstrijd        | Uitslag |
| - | ----------- | ---------------- | ---------------------------- | ---------------- | ------- |
| 1 | Addis Abeba | 20 december 1992 | WK 1994 kwalificatie         | Ethiopië − Benin | 3 − 1   |
| 2 | Cotonou     | 28 februari 1993 | WK 1994 kwalificatie         | Benin − Ethiopië | 1 − 0   |
| 3 | Addis Abeba | 25 maart 2003    | Vriendschappelijk            | Ethiopië − Benin | 3 − 0   |
| 4 | Addis Abeba | 29 februari 2012 | Afrika Cup 2013 kwalificatie | Ethiopië − Benin | 0 − 0   |
| 5 | Cotonou     | 17 juni 2012     | Afrika Cup 2013 kwalificatie | Benin − Ethiopië | 1 − 1   |

## Samenvatting
| Competitie              | Totaal gespeeld | Winst Benin | Gelijk | Winst Ethiopië | Doelsaldo Benin – Ethiopië |
| ----------------------- | --------------- | ----------- | ------ | -------------- | -------------------------- |
| WK-kwalificatie         | 2               | 1           | 0      | 1              | 2 − 3                      |
| Afrika Cup-kwalificatie | 2               | 0           | 2      | 0              | 1 − 1                      |
| Vriendschappelijk       | 1               | 0           | 0      | 1              | 0 − 3                      |
| Totaal                  | 5               | 1           | 2      | 2              | 3 − 7                      |

Wedstrijden bepaald door strafschoppen worden, in lijn met de FIFA, als een gelijkspel gerekend.
FBF · 
Benins vrouwenelftal · Olympisch elftal
Algerije ·
Angola ·
Burkina Faso ·
Burundi ·
Congo-Brazzaville ·
Congo-Kinshasa ·
Egypte ·
Equatoriaal-Guinea ·
Ethiopië ·
Gabon ·
Gambia ·
Ghana ·
Guinee ·
Guinee-Bissau ·
Ivoorkust ·
Kameroen ·
Lesotho ·
Liberia ·
Libië ·
Madagaskar ·
Malawi ·
Mali ·
Marokko ·
Mauritanië ·
Mozambique ·
Namibië ·
Niger ·
Nigeria ·
Oeganda ·
Oman ·
Rwanda ·
Sao Tomé en Principe ·
Senegal ·
Sierra Leone ·
Soedan ·
Tanzania ·
Togo ·
Tsjaad ·
Tunesië ·
Verenigde Arabische Emiraten ·
Zambia ·
Zimbabwe ·
Zuid-Afrika ·
Zuid-Soedan
EFF · 
A-internationals · 
Ethiopisch vrouwenelftal · Olympisch elftal
1940 – 1949 · 
1950 – 1959 · 
1960 – 1969 · 
1970 – 1979 · 
1980 – 1989 · 
1990 – 1999 · 
2000 – 2009 · 
2010 – 2019 ·
2020 − 2029
Algerije ·
Angola ·
Benin ·
Botswana ·
Burkina Faso ·
Burundi ·
Centraal-Afrikaanse Republiek ·
Comoren ·
Congo-Brazzaville ·
Congo-Kinshasa ·
Djibouti ·
Egypte ·
Ghana ·
Griekenland ·
Guinee ·
Guinee-Bissau ·
Guyana ·
Israël ·
Ivoorkust ·
Jemen ·
Joegoslavië ·
Kaapverdië ·
Kameroen ·
Kenia ·
Lesotho ·
Liberia ·
Libië ·
Madagaskar ·
Malawi ·
Mali ·
Marokko ·
Mauritanië ·
Mauritius ·
Mozambique ·
Namibië ·
Niger ·
Nigeria ·
Oeganda ·
Rwanda ·
Sao Tomé en Principe ·
Senegal ·
Seychellen ·
Sierra Leone ·
Soedan ·
Somalië ·
Tanzania ·
Togo ·
Tsjaad ·
Tunesië ·
Turkije ·
Zambia ·
Zimbabwe ·
Zuid-Afrika ·
Zuid-Jemen ·
Zuid-Soedan